# Северино, Лукас
Лу́кас Севери́но (порт.-браз. Lucas Severino; родился 3 января 1979, Рибейран-Прету, Бразилия), также известный, как Лукас — бразильский футболист, нападающий, экс-игрок олимпийской сборной Бразилии.

## Биография

### «Ренн»
Лукас начал свою карьеру в Бразилии, в клубе «Ботафого» (Рибейра-Прету), а затем перешел в «Атлетико Паранаэнсе», перед тем как переехать в Лигу 1, подписав контракт с «Ренном», который заплатил за него €21 млн. В течение 3 сезонов, он сыграл 72 матча и забил 6 голов.

### «Токио»
1 января 2004 года Лукас, став свободным агентом, подписал контракт с клубом Первого дивизиона Джей-лиги — «Токио». Он сыграл за клуб четыре сезона, выиграв Кубок Джей-лиги в 2004 году.